# Nils Svensson i Malmberget
Nils Svensson (i riksdagen kallad Svensson i Malmberget), född 15 januari 1884 i Skellefteå, död 7 november 1939 i Gällivare, var en svensk gruvarbetare och politiker (socialdemokraterna).
Nils Svensson var riksdagsledamot i första kammaren för Västerbottens läns och Norrbottens läns valkrets 1939 fram till sin död i november samma år.